# Biskupstwo Dorpatu
Biskupstwo Dorpatu (diecezja dorpacka, niem: Bisdom Dorpat, est: Tartu piiskopkond) – biskupstwo Kościoła katolickiego a jednocześnie księstwo, członek Konfederacji Inflanckiej.
Zostało założone w 1224 przez biskupa Alberta, legata papieskiego. Biskupstwo objęło ziemie Ugandi, południową część kihelkondu Vaiga oraz kihelkondy Soopoolitse i Jogentagana.
Biskup dorpacki był suwerenem na terenie swojego państwa jako pan ziemski, miał swoich wasali, prowadził politykę zagraniczną, bił monetę.
Biskupstwo istniało do 1558, kiedy to wojska rosyjskie w czasie wojny inflanckiej zajęły jego terytorium, a ostatniego biskupa dorpackiego Hermanna III Weilanda wywieziono w głąb Rosji.
Katedrą diecezjalną był kościół św. Piotra i Pawła w Dorpacie.